# 9-Methylfluoren
9-Methylfluoren ist eine chemische Verbindung aus der Gruppe der polycyclischen aromatischen Kohlenwasserstoffe.

## Gewinnung und Darstellung
9-Methylfluoren kann durch Reaktion von Fluorenon and Methylmagnesiumiodid gewonnen werden.

## Eigenschaften
9-Methylfluoren ist ein oranger bis dunkelgelber Feststoff, der löslich in Chloroform und Ethylacetat ist.

## Verwendung
9-Methylfluoren wurde als Indikator bei der Titration von häufig verwendeten metallorganischen Reagenzien getestet.

## Sicherheitshinweise
9-Methylfluoren zeigt mutagene Eigenschaften in Salmonella typhimurium.